# 便哈達一世
便哈達（希伯來語：‎），意即“哈達之子”，是大馬士革兩個（或許3個）王的頭銜。哈達是敘利亞的風神，也可能就是臨門（王下5:18）。 
便哈達一世是希旬之孫，他泊利們之子。儘管亞蘭王常與以色列為仇，便哈達一世卻與北國以色列王巴沙結盟（王上15:18-20）。但由於南國猶大與北國以色列的長期對立，終於演變成嚴重的衝突，亞蘭和以色列的盟約也因此破裂，巴沙發動對付猶大王亞撒的軍事行動。為了防止南國對他們的滲透和他本國人民的變節，巴沙加強位於耶路撒冷稍北的拉瑪城的防禦。他的行動就把以色列的勢力，延伸進了猶大國的境內。亞撒面臨威脅，不得不派臣僕把他王宮府庫裏所剩的金銀，全部送去給便哈達一世，求他廢掉與以色列王巴沙所立的盟約（王上15:18-19）。便哈達接受了這份禮物，便派兵攻打以色列，佔領了以雲、但、亞伯伯瑪迦等城，以及拿弗他利全境（王上15:20）；這樣，加利利的主要商業通路，便都在他的控制之中。巴沙只得放棄拉瑪，遷往得撒。這時，亞撒號召猶大居民起來，拆除巴沙建立的防禦事工。從拉瑪拆走的材料，正好用來建設便雅憫界內的迦巴。亞撒的勝利卻引來先知哈拿尼的譴責，因為他仰仗了亞蘭王的勢力（代下16:7）。

## 外部連結
圣经人物--君王类：便哈达
| 前任： 他伯利們 | 亞蘭大馬士革王 | 继任： 便哈達二世 |